# Нун (мифология)
Нун (др.-егип. «nwn» [Naun] — «вода», «водный», копт. Ⲛⲟⲩⲛ, Noun) — сотворивший себя «отец богов» (егип. it ntr.w) в древнеегипетской мифологии, первозданный океан в начале времён, из которого вышел Ра, и начал творение мира Атум.
Нун — воплощение водной стихии, которая существовала на заре времён и заключала в себе жизненную силу. Нун и его жена Наунет, олицетворяющая небо, являлись первой парой богов, от них произошли все другие египетские боги.
Собственных мест культа и храмов не имел. Изображался в виде человекоподобного мужского божества, держащим на руках солнечную ладью (в Осирионе храма Сети I в Абидосе). Иногда метафорически назывался также «стариком».
Нун вместе со своей супругой-продолжением Наунет (др.-егип. Nwn.t) были покровителями разлива Нила, а также зимнего солнцеворота и сезона дождей в Дельте. Нун и Наунет (олицетворение неба, по которому солнце плавает ночью) — первые из богов Гермопольской Огдоады. От них произошёл Атум, её глава. Нуна считали отцом Хапи, Хнума и Хепри. В Мемфисе его отождествляли с Птахом, а в городе Фивы — с Амоном.